# Mikroskopet
För instrumentet, se Mikroskop.
Mikroskopet (Microscopium på latin) är en liten svag stjärnbild på södra stjärnhimlen. Stjärnbilden är en av de 88 moderna stjärnbilderna som erkänns av den Internationella Astronomiska Unionen.

## Historik
Stjärnbilden definierades på 1700-talet av den franske astronomen Nicolas Louis de Lacaille.

## Stjärnor

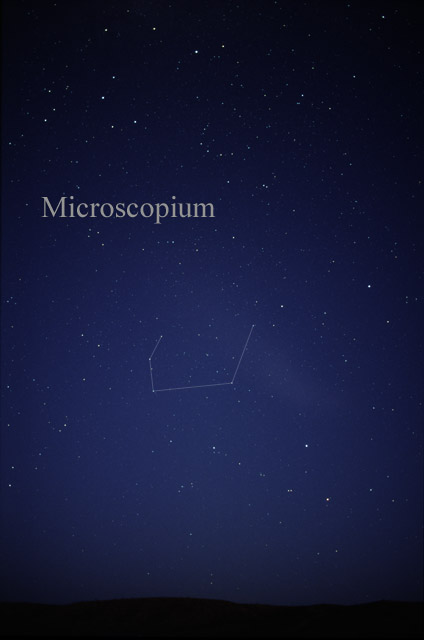
Stjärnbilden Mikroskopet (Microscopium) som den kan ses med blotta ögat.

Mikroskopet är en liten och svag stjärnbild som kan ses utan kikare enbart under bra förhållanden.
- γ - Gamma Microscopii är en gul jättestjärna som är den ljusstarkaste stjärnan med magnitud 4,68.
- ε - Epsilon Microscopii är en vit dvärg i huvudserien av magnitud 4,72.
- θ - Theta Microscopii är en dubbelstjärna där båda komponenterna kan ses utan kikare. Magnituden är 4,81.
- α - Alfa Microscopii är en gul jättestjärna som varierar i magnitud 4,88 – 4,94.
- AX Microscopii (Lacaille 8760) är en av de stjärnor som är närmast jorden. Den befinner sig på ett avstånd av 12,87 ljusår, men är endast av magnitud 6,67 och kan alltså inte ses utan kikare trots det korta avståndet.

## Djuprymdsobjekt
Stjärnbilden innehåller inga Messierobjekt, men väl ljussvaga galaxer.

### Galaxer
- NGC 6923 och NGC 6925 är spiralgalaxer, som båda upptäcktes av den engelske astronomen John Herschel sommaren 1834.